# Zaraza czerwonawa
Zaraza czerwonawa (Orobanche lutea Baumg.) – gatunek byliny z rodziny zarazowatych (Orobanchaceae). 

## Zasięg występowania
Występuje w Azji Środkowej i Zachodniej (Iran, Turcja, Armenia, Azerbejdżan, Gruzja, w Rosji Kaukaz Północny, Tadżykistan, Turkmenistan) oraz w Europie Południowej, Środkowej i Wschodniej (Austria, Belgia, Czechy, Niemcy, Węgry, Holandia, Polska, Słowacja, Szwajcaria, Estonia, Mołdawia, europejska część Rosji, Ukraina, Albania, Bośnia i Hercegowina, Bułgaria, Chorwacja, Grecja, Włochy, Czarnogóra, Rumunia, Serbia, Słowenia, Francja, Hiszpania). W Polsce rozproszona na niżu.

## Morfologia
PokrójRoślina dwuletnia lub trwała, ogruczolona barwy żółtej do brunatnej, wysokości 10–50 cm.
ŁodygaW dole zgrubiała, ogruczolona, fioletowa lub żółta. Łuski u nasady łodygi liczna, górą skąpe.
KwiatyO zapachu goździków. Korona brunatnoczerwona, żółtawobrunatna lub ciemnoczerwona, gęsto ogruczolona, dość duża, 2-3,5 cm długości, u dołu zwężona, ku górze stopniowo rozszerzona, dzwonkowata, o krawędzi grzbietowej poniżej załamania lekko zgiętej, na samym szczycie odgiętej. Kielich o ząbkach ostrych, długości połowy rurki korony. Kwitnie od czerwca do lipca.

## Biologia i ekologia
Jest rośliną pasożytniczą. Pasożytuje na roślinach z rodziny motylkowatych (Fabaceae), przeważnie na lucernie (Medicago sp.), rzadziej na innych, np. na wilżynach (Ononis sp.). Kwitnie od maja do czerwca. Liczba chromosomów: n = 19, 2n = 38.

## Zagrożenia i ochrona
W latach 2004–2014 roślina była objęta w Polsce ochroną ścisłą, od 2014 roku podlega częściowej ochronie gatunkowej. Umieszczona na polskiej czerwonej liście w kategorii NT (bliski zagrożenia).